# DirectWrite
DirectWrite – API firmy Microsoft (część DirectX), które wspomaga renderowanie pojedynczych znaków na ekranie, a także pozwala zarządzać całym tekstem i jego układem. Został zaprojektowany jako następca GDI/GDI+.
DirectWrite:
- Obsługuje system Unicode, posiada ponad 20 skryptów wspomagających renderowanie tekstu we wszystkich językach obsługiwanych przez system Windows.
- Umożliwia mierzenie, wyświetlanie, formatowanie i badanie tekstu.
- Współpracuje z tekstem pisanym od lewej do prawej i od prawej do lewej strony, obsługuje łamanie linii, znaki specjalne i narodowe.
- Wspiera technologie ClearType, Direct2D (umożliwiając wspomaganie sprzętowe), Direct3D.
- Jest kompatybilny z formatem OpenType.